# Rodolfo Falero
Rodolfo Falero (nacido el 10 de abril de 1974 en Montevideo) es un exfutbolista uruguayo. Se desempeñaba como delantero y su primer club fue Bella Vista.

## Carrera
Luego de jugar varias temporadas en Bella Vista, pasó a Rosario Central (11 partidos y 1 gol) en 1998, con la idea de fungir como reemplazo de su coterráneo Rubén Da Silva, quien había sido trasferido al fútbol mexicano.  Precisamente en tierras aztecas continuó su carrera, al jugar para Atlas de Guadalajara. Luego retornó a Bella Vista, para cerrar su carrera en Alianza de El Salvador.

## Clubes
| Club            | País        | Año       |
| --------------- | ----------- | --------- |
| Bella Vista     | Uruguay     | 1992-1997 |
| Rosario Central | Argentina   | 1998      |
| Atlas           | México      | 1998-1999 |
| Bella Vista     | Uruguay     | 2000      |
| Alianza         | El Salvador | 2001      |